# Marie Louise af Østrig
Maria Louise af Østrig (12. december 1791 – 17. december 1847) var en østrigsk ærkehertuginde, der var kejser Napoleon 1.'s 2. hustru og kejserinde af Frankrig fra 1810 til 1814.
Hun var datter af Frans 2., den sidste kejser af det Tysk-romerske rige. Hendes forlovelse med den franske kejser var et diplomatisk skaktræk under Napoleonskrigene. De fik ét barn, Napoleon 2.
Efter Napoleons fald blev hun regerende hertuginde af Parma, Piacenza og Guastalla i Italien. Få måneder efter kejserens død i 1821 blev hun gift med en østrigsk general, grev Adam Albert von Neipperg, og efter hans død i 1829 med grev Charles-René de Bombelles.